# آورد مونکور
آورد مونکور (انگلیسی: Avard Moncur؛ زادهٔ ۲ نوامبر ۱۹۷۸) از برندگان مدال‌های بازی‌های المپیک تابستانی و دونده اهل باهاما است.